# Astyanax ajuricaba
Astyanax ajuricaba é uma espécie peixe de água doce da família dos caracídeos, nativo do Brasil, om habitat descrito entre rios da bacia amazônica como os rios Negro, Solimões e baixo Tapajós. Sua aparência é distinta das demais espécies do gênero astyanax pela presença de uma mácula umeral alongada verticalmente e escura, raios medianos e lobo superior da nadadeira caudal escuros, presença de mancha ocelada clara no terço anterior do lobo e linha média-lateral escura e estreita. Possuem aspecto prateado com o dorso e parte superior da cabeça em cinza escuro, metade superior do olho amarelada assim como também as nadadeiras.
São popularmente conhecidos por nomes de origem ameríndia como Bose puri (língua Tukano) e Buse puri (língua Tuyuka).
Preferem frequentarem trechos arenosos dos rios que habitam, nenhum dimorfismo sexual foi observado entre os exemplares coletados. 